# Nacional de Benguela
Nacional de Benguela is een Angolese voetbalclub uit Benguela.
De club werd opgericht in 1920 als Sporting Clube Portugal de Benguela en is een van de oudste clubs van het land. De club werd in de jaren vijftig en zestig vijf keer kampioen van Portugees Angola. In 1975, nog voor de onafhankelijkheid van Angola werd de naam gewijzigd in Sports Club Nacional de Benguela en in 1979 werd de huidige naam aangenomen. De club was medeoprichter van de Girabola, de hoogste klasse van het onafhankelijke Angola in 1979 en bereikte dat jaar de finale om de titel, die het verloor van 1° de Agosto. In 2012 degradeerde de club uit de Girabola.

## Erelijst
Kampioen
1952, 1959, 1960, 1961, 1964